# Brčko
Brčko (en cyrillique : Брчкo, prononcé [br̩tʃkoː]) est une ville du nord de la Bosnie-Herzégovine et le chef-lieu du district de Brčko. Selon les premiers résultats du recensement bosnien de 2013, elle compte 37 619 habitants.

## Géographie
Brčko est situé au bord de la Save qui marque la frontière nord entre la Bosnie-Herzégovine et la Croatie. La Save rejoignant le Danube à Belgrade, Brčko est devenu au fil des ans le port principal de la Bosnie-Herzégovine, bien que celle-ci ait un accès à la mer Adriatique par le port de Neum. La ville est également un grand centre industriel.
La ville est située au sud de la fertile plaine de Pannonie.

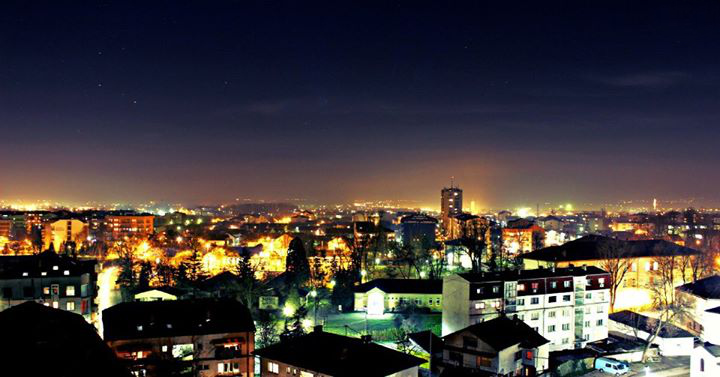
Brčko de nuit.

## Climat
Brčko jouit d'un climat continental tempéré chaud, avec une température moyenne annuelle de 11,5 °C ; juillet est le mois le plus chaud de l'année, avec une moyenne de 21,4 °C. Le mois le plus froid est janvier avec une moyenne de 0,4 °C. La moyenne des précipitations annuelles est de 785 mm/m2, avec les précipitations mensuelles les plus faibles en mars et les plus élevées en juin.
| Mois                                 | Janv | Fév  | Mars | Avr  | Mai  | Juin | Juil | Août | Sept | Oct  | Nov  | Déc  | Année |
| ------------------------------------ | ---- | ---- | ---- | ---- | ---- | ---- | ---- | ---- | ---- | ---- | ---- | ---- | ----- |
| Températures maximales moyennes (°C) | 3,7  | 6,3  | 12,2 | 17,5 | 22,3 | 25,5 | 28,1 | 28,2 | 24,4 | 18,0 | 10,1 | 5,5  |       |
| Températures moyennes (°C)           | 0,4  | 2,2  | 6,9  | 11,7 | 16,3 | 19,5 | 21,4 | 21,3 | 17,7 | 12,4 | 6,3  | 2,3  | 11,5  |
| Températures minimales moyennes (°C) | -2,8 | -1,9 | 1,7  | 5,9  | 10,3 | 13,5 | 14,8 | 14,4 | 11,0 | 6,8  | 2,5  | -0,8 |       |
| Précipitations moyennes (mm)         | 53   | 54   | 47   | 63   | 78   | 94   | 75   | 64   | 58   | 59   | 72   | 68   | 785   |

## Histoire et statut
À la fin de la guerre d'indépendance de Bosnie-Herzégovine en 1995, le territoire de la municipalité de Brčko fut divisé entre la république serbe de Bosnie (48 % de la superficie) et la fédération de Bosnie-et-Herzégovine (52 % de la superficie) selon les accords de Dayton.
Cette situation fut rapidement une source de conflit entre les deux entités car l'endroit est stratégique : il constitue un couloir terrestre (corridor de Posavina) qui relie l'ouest et le sud-est de la république serbe de Bosnie et il sépare la fédération de Bosnie-et-Herzégovine de la Croatie seulement de cinq kilomètres. De plus, la ville revint à la république serbe de Bosnie, ce qui mécontenta la fédération de Bosnie-et-Herzégovine qui se vit privée du premier port du pays. Des casques bleus de la Forpronu furent alors maintenus sur place pour garantir la paix entre les différentes communautés.
Le contentieux territorial ne pouvant être réglé, le Tribunal arbitral sur le différend relatif à la frontière entre les entités dans la région de Brčko (Arbitral Tribunal for Dispute over Inter-Entity Boundary in Brcko Area en anglais) décida de la reconstitution de la municipalité de Brčko, qui fut érigée en District de Brčko le 5 mars 1999. Cette solution fut désapprouvée par la république serbe de Bosnie car son territoire se retrouva coupé en deux et elle considéra le district de Brčko comme une violation des accords de Dayton.

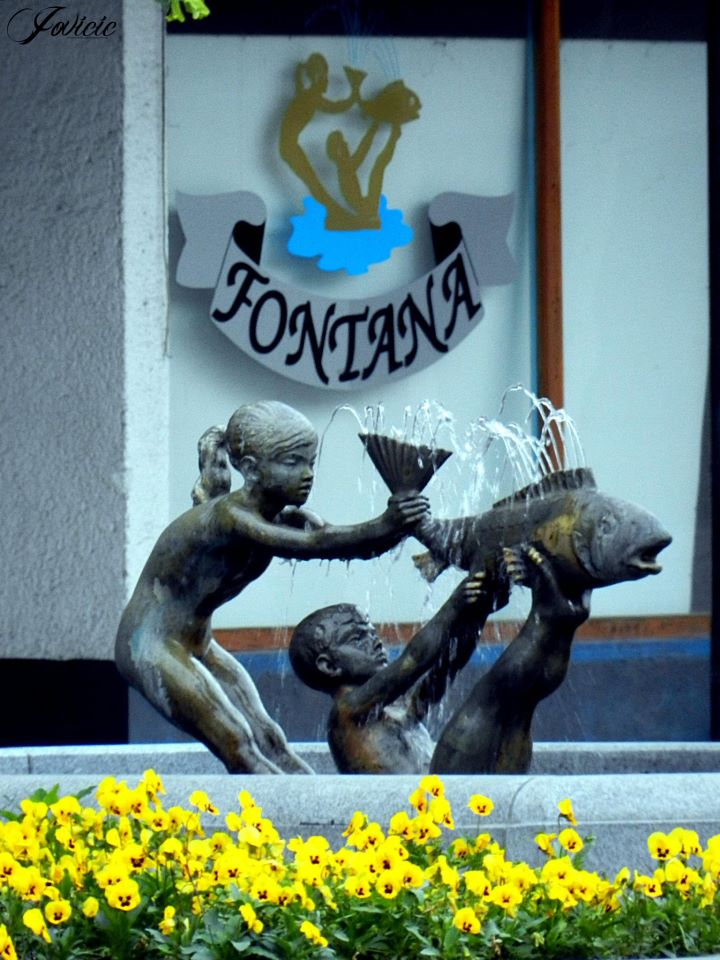
La fontaine, symbole de la ville

## Localités

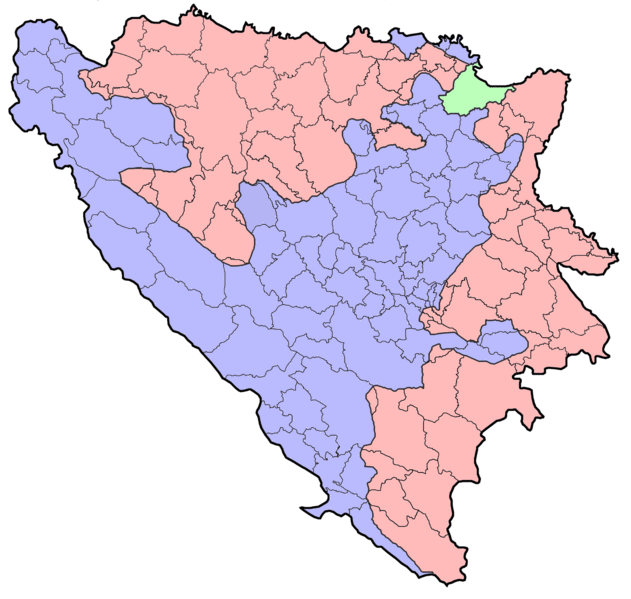
Localisation du district de Brčko en Bosnie-Herzégovine (en vert).
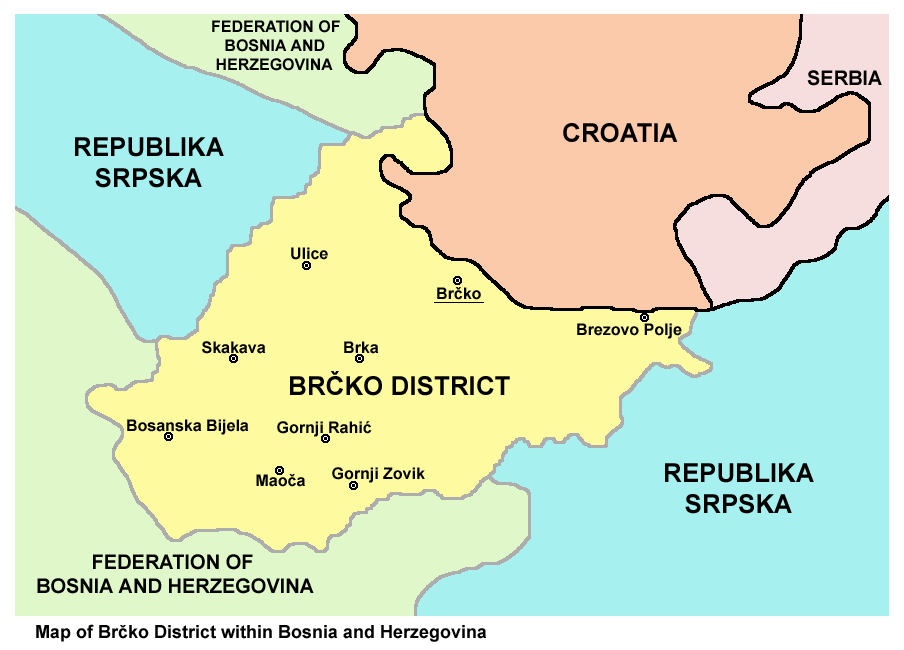
Le district de Brčko

Le territoire de l'actuel district de Brčko compte 59 localités :
| - Bijela - Boće - Boderište - Brčko - Brezik - Brezovo Polje - Brezovo Polje Selo - Brka - Brod - Bukovac | - Bukvik Donji - Bukvik Gornji - Buzekara - Cerik - Čađavac - Čande - Čoseta - Donji Rahić - Donji Zovik - Dubrave | - Dubravice Donje - Dubravice Gornje - Gajevi - Gorice - Gornji Rahić - Gornji Zovik - Grbavica - Gredice - Islamovac - Krbeta | - Krepšić - Laništa - Lukavac - Maoča - Marković Polje - Ograđenovac - Omerbegovača - Palanka - Popovo Polje - Potočari | - Rašljani - Ražljevo - Repino Brdo - Sandići - Skakava Donja - Skakava Gornja - Slijepčevići - Stanovi - Šatorovići - Štrepci | - Trnjaci - Ulice - Ulović - Vitanovići Donji - Vitanovići Gornji - Vučilovac - Vujičići - Vukšić Donji - Vukšić Gornji |

## Démographie

### Évolution historique de la population dans la villeintra muros
| 1948 | 1953 | 1961   | 1971   | 1981   | 1991   | 2013   |
| ---- | ---- | ------ | ------ | ------ | ------ | ------ |
| -    | -    | 17 949 | 25 377 | 31 437 | 41 406 | 43 859 |

|  |

### Répartition de la population par nationalités dans la villeintra muros(1991)
Le dernier recensement de la ville de Brčko date de 1991. Ces statistiques démographiques ont donc eu lieu avant la guerre qui a modifié la répartition démographique de la région.
Lors du recensement de 1991, la catégorie Bosniaques n'existait pas ; la plupart des Bosniaques étaient représentés dans la catégorie Musulmans. Actuellement, selon les statistiques de 2013, la ville ne compte plus que 44, 4 % de musulmans.

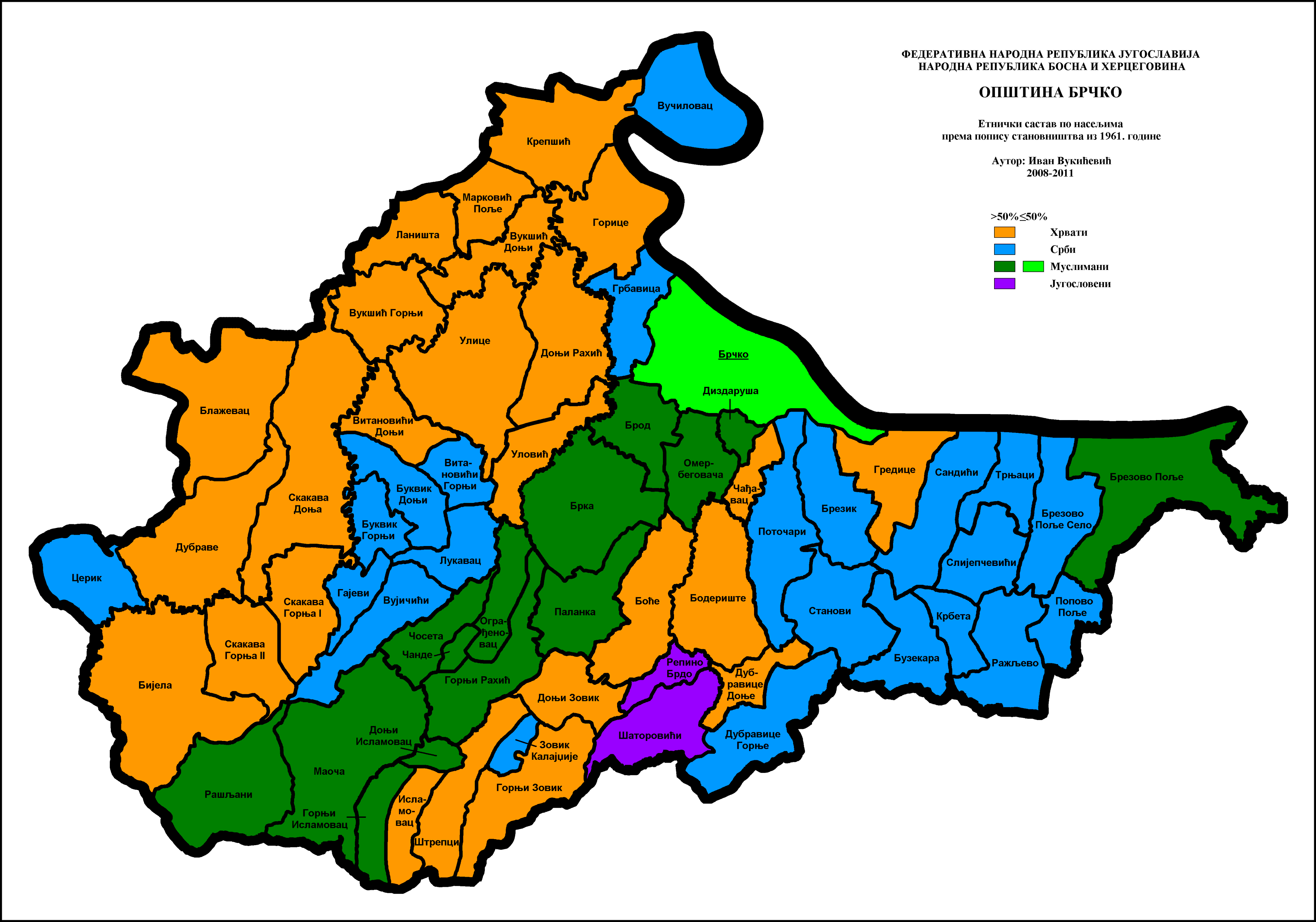
Ethnic structure of Brčko by settlements 1961
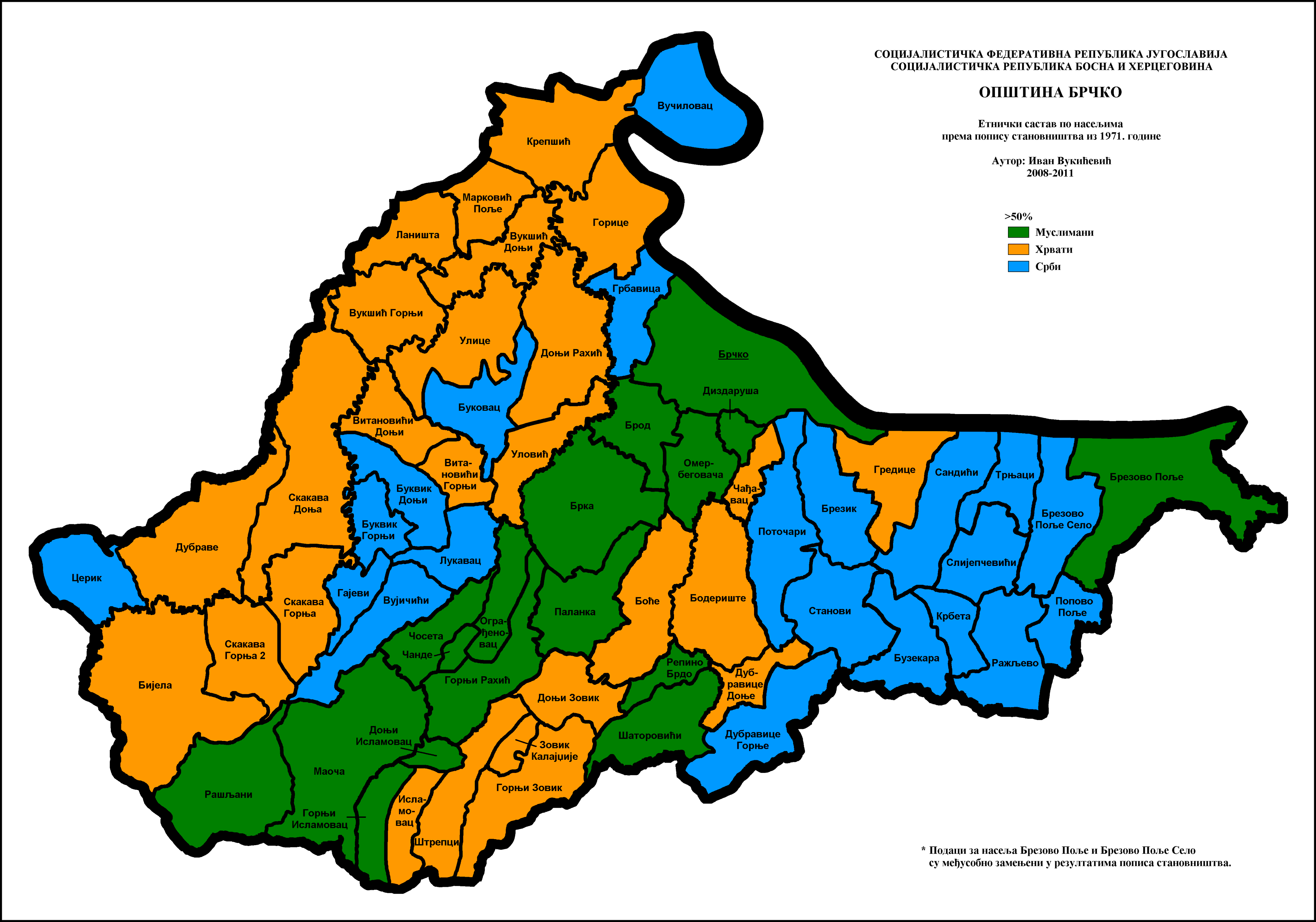
Ethnic structure of Brčko by settlements 1971
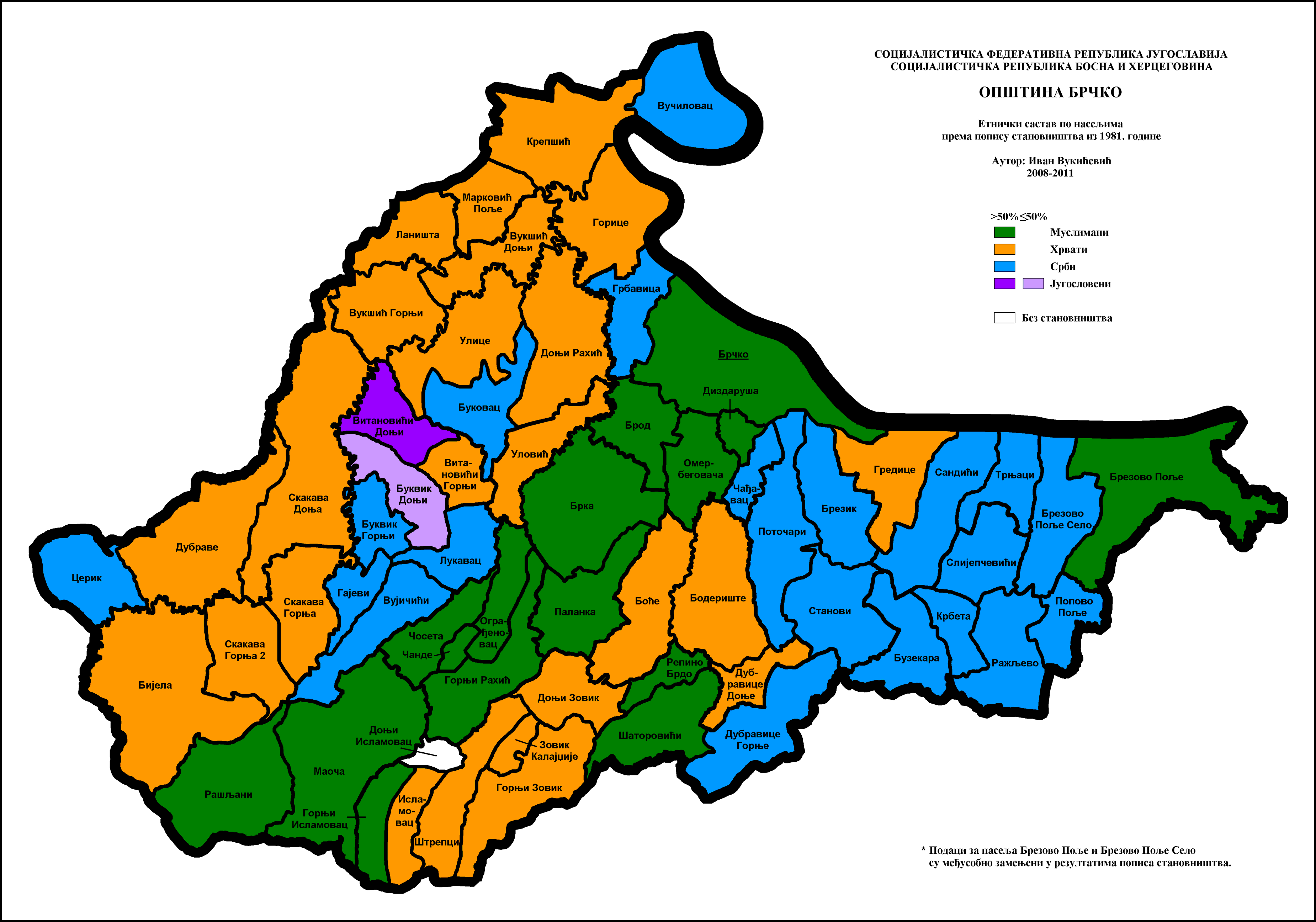
Ethnic structure of Brčko by settlements 1981
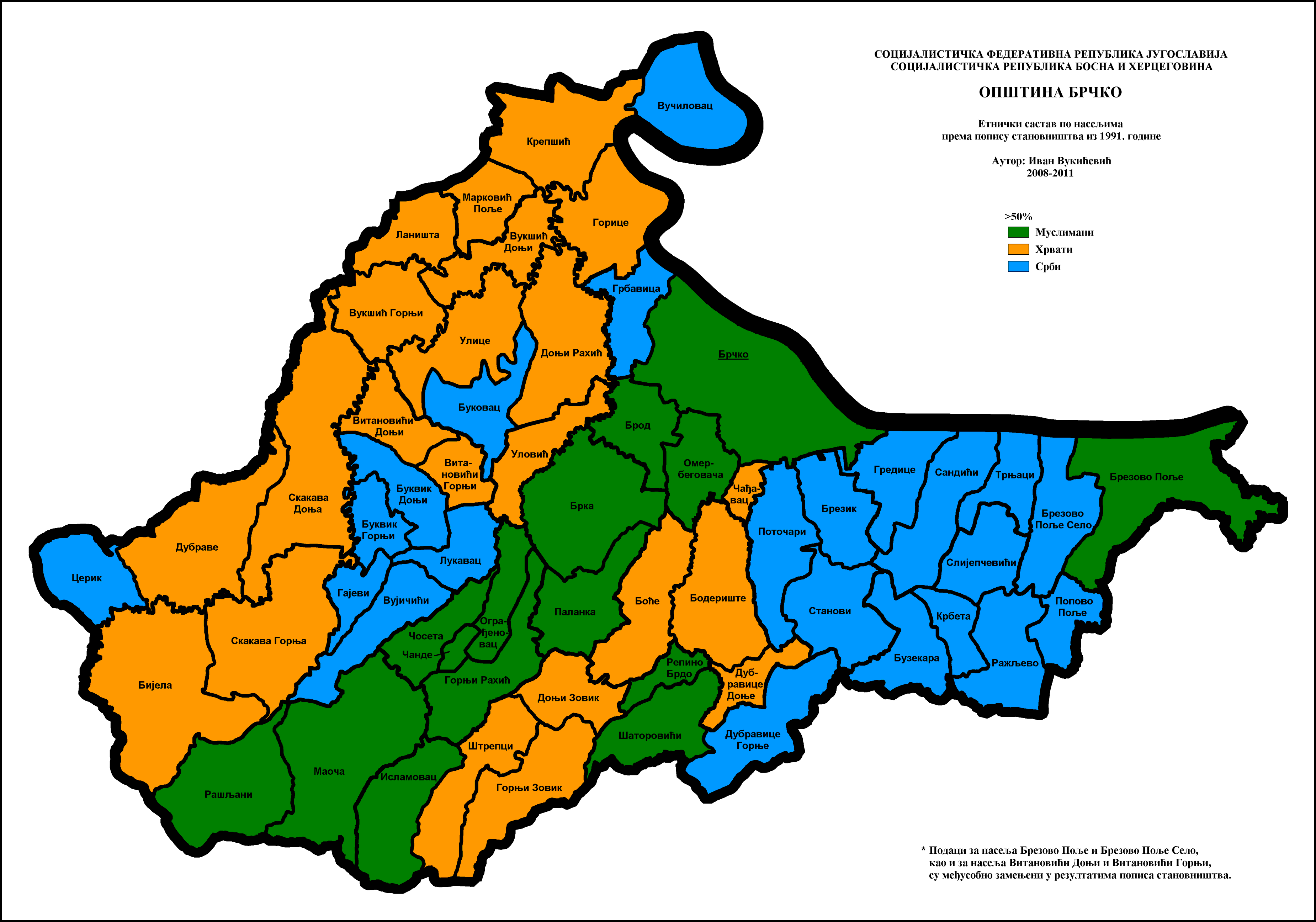
Ethnic structure of Brčko by settlements 1991
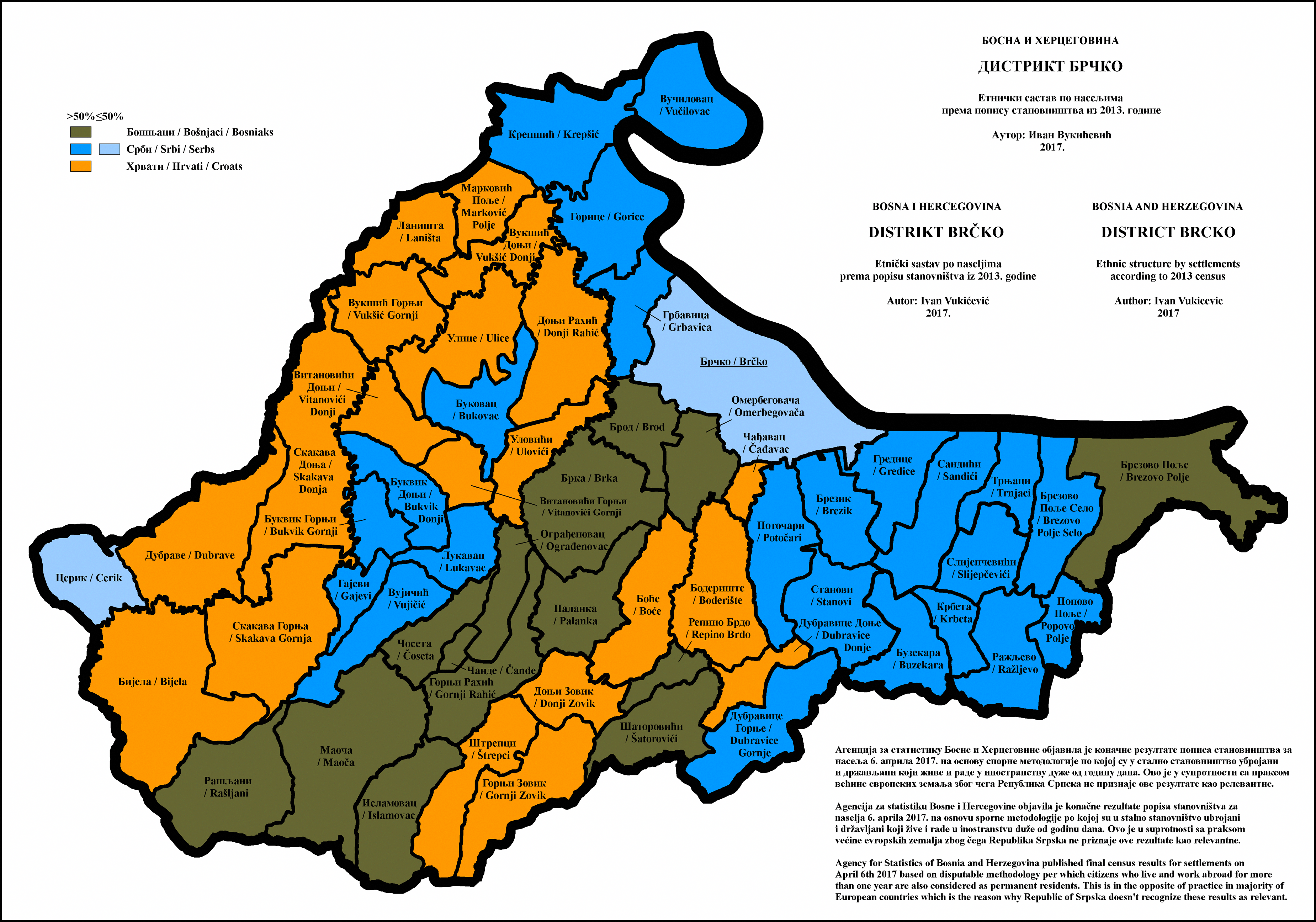
Ethnic structure of Brčko by settlements 2013

2013
| Ville | Nationalités en pour-cent | Nationalités en pour-cent | Nationalités en pour-cent | Nationalités en pour-cent | Nationalités en pour-cent | Nationalités en pour-cent |              |       |
| ----- | ------------------------- | ------------------------- | ------------------------- | ------------------------- | ------------------------- | ------------------------- | ------------ | ----- |
| Ville | Ville de Brčko            | 17489                     | Bosniaques 44,40          | 1457                      | Croates 03,65             | 19420                     | Serbes 49,30 | 39893 |

## Éducation et culture
Brčko possède une faculté d'économie et un important festival de théâtre s'y déroule.

## Sport
Brčko compte deux principaux clubs de football : le FK Jedinstvo, double vainqueur de la coupe de la république serbe de Bosnie et qui évolue dans la première division de la république serbe de Bosnie (deuxième division de Bosnie-Herzégovine), et le FK Lokomotiva Brčko qui évolue en deuxième division de la république serbe de Bosnie (groupe central). De plus, le FK Jedinstvo joue en première division masculine nationale de handball.
Le club de basket-ball de Brčko, le Košarka Klub Brčko Distrikt, évolue en première division nationale féminine et en deuxième division nationale masculine en 2006.

## Tourisme
La ville compte 10 monuments nationaux inscrits sur sa liste principale, et 20 sur sa liste provisoire. Les plus importants sont la mairie, l'ensemble architectural de Islahijet, ou encore le premier bureau de poste.
Brčko a également quelques musées, dont deux galeries d'art. La plus importante, fondée en 1975 sous le nom de galerie d'art Rizah Štetić, renferme aussi bien des dessins d'origine montrant la construction de la ville, que des expositions temporaires sur des artistes du pays. Une deuxième galerie d'art, moins importante, est installée dans un monastère franciscain de Dubrave, à l'écart de la ville. Celle-ci expose environ 80 objets de styles artistiques différents. Le troisième et dernier musée est ethnographique : il est situé dans une maison traditionnelle, construite dans les années 1930 à Ražljevo.

## Personnalités
- Lepa Brena, chanteuse pop.
- Alma Hadžibeganović, écrivaine.
- Vesna Pisarović, chanteuse pop.
- Edo Maajka, rappeur.
- Mladen Petrić, footballeur.
- Armin Mustedanović, joueur de volley-ball
- Žarko Milenić, écrivain
- Dženana Šehanović, pianiste
- Anton Maglica. footballeur
- Jasmin Imamović, homme politique
- Nataša Vojnović, mannequin
- Mato Tadić, juge